# 莫城街道
莫城街道是中华人民共和国江苏省苏州市常熟市下辖的一个街道办事处。
2017年11月21日，江苏省人民政府批复同意撤销虞山镇。以原虞山镇所辖山湖、琴南、莫城3个居委会和东青、东始、三瑭、言里、长瑞、燕巷、安定、和甸、湖鹤、三星、三和、湖泾、新建、青莲14个村委会区域设立常熟市莫城街道。莫城街道办事处驻青莲村委会境内，办公地址为商城中路1号。

## 行政区划
莫城街道下辖以下村级行政区划单位：
莫城社区、安定村、言里村、三瑭村、东始村、东青村、长瑞村、三和村、燕巷村、和甸村、湖鹤村、三星村、山湖社区、琴南社区、新建村、青莲村和湖泾村。